# Leucocoryne fragrantissima
Leucocoryne fragrantissima är en amaryllisväxtart som beskrevs av Pierfelice Ravenna. Leucocoryne fragrantissima ingår i släktet Leucocoryne och familjen amaryllisväxter. Inga underarter finns listade i Catalogue of Life.